# Michael Gahler
Michael Gahler, né le 22 avril 1960 à Francfort-sur-le-Main, est un homme politique allemand, député européen depuis 1999. Il fait partie de la CDU et donc du groupe du Parti populaire européen, dont il est membre du bureau de 2009 à 2014.

## Biographie
Il est président de la délégation pour les relations avec le Parlement panafricain (et à ce titre membre de la conférence des présidents des délégations), vice-président de la délégation à l'Assemblée parlementaire paritaire ACP-UE. Il est également membre de la commission des affaires étrangères et de la sous-commission sécurité et défense. Il est membre suppléant de la commission des transports et du tourisme et de la délégation pour les relations avec l'Afghanistan.
Au début de l’année 2021, comme d'autres députés européens, il fait l'objet de sanctions de la part de la Chine (interdiction d'y entrer ou d'y faire des affaires), en raison de son soutien à la minorité persécutée des Ouïghours.